# Thomas Cherry
Thomas Cherry   (Glen Iris, Melbourne, 21 de maig de 1898 - Kew, Melbourne, 21 de novembre de 1966) va ser un matemàtic australià.

## Vida i Obra
Cherry era fill de l'agrònom i bacteriòleg australià del mateix nom, Thomas Cherry. El seu avi, Edward, havia vingut d'Anglaterra el 1855 i havia aixecat un negoci d'instruments lactis a Gisborne, a uns 50 quilòmetres al nord de Melbourne. El jove Tom, com el coneixien la família i les amistats, va fer els estudis secundaris al Scotch College de Melbourne i, en acabr el 1914, va ingressar al Ormond College de la universitat de Melbourne. Els seus professors de matemàtiques a la universitat van ser EJ Nanson i JH Michell. En graduar-se el 1918, va iniciar estudis mèdics i va estar a l'exèrcit (per la Primera Guerra Mundial), però el seu padrí, John MacFarland, canceller de la universitat de Melbourne, el va ajudar econòmicament per a que anés a ampliar estudis a la universitat de Cambridge.
El 1924 va obtenir un dels primers doctorats en matemàtiques que es van concedir a la universitat de Cambridge (que sempre s'havia oposat a aquest grau que considerava germànic). Els anys següents va ser fellow del Trinity College de Cambridge, fins que el 1929 va renunciar en aconseguir per concurs la càtedra de matemàtiques pures i aplicades de la universitat de Melbourne. El 1930 va retornar breument a Anglaterra per casar-se amb Olive Ellen Wright, amb qui compartia una gran afició per l'escoltisme i el muntanyisme, aficions que van mantenir tota la vida. El 1952, la càtedra que ocupava es va separar en dues: una de matemàtiques pures i una altra de matemàtiques aplicades, i ell, amb certes dubtes va retenir la de matemàtiques aplicades fins que es va retirar el 1963.
Els treballs més notables de Cherry van ser en el camp de l'anàlisi matemàtica. Ja des dels primers anys a Cambridge es va interessar per les equacions de la dinàmica i la mecànica celeste i es pot dir que les seves especialitats preferides eren la dinàmica i els sistemes hamiltonians. A partir de 1945, les seves recerques es van tornar més pràctiques i va fer aportacions importants en la teoria del flux dels gasos, en la teoria local del punt fix i en el camp de les expansions assimptòtiques.
Cherry va publicar una cinquantena d'articles científics. A més va estar força compromès en les activitats de l'Acadèmia Australiana de Ciències i de la Societat Australiana de Matemàtiques, entitats que va presidir en diversos moments de la seva vida.